# Dywizja Grenadierów Pancernych Kurmark
Dywizja Pancerna Kurmark, Dywizja Grenadierów Pancernych Kurmark (niem. Panzer Division "Kurmark", Panzer-Grenadier-Division Kurmark) - jedna z niemieckich dywizji grenadierów pancernych, oznaczana także jako dywizja pancerna.
Utworzona we Frankfurcie nad Odrą w styczniu 1945 roku jako Uzupełnieniowa Brygada Grenadierów Pancernych Großdeutschland. W składzie XI Korpusu SS (9 Armia, Grupa Armii Wisła) walczyła nad Odrą. Udało jej się wydostać z kotła pod Halbe, dostała się do niewoli amerykańskiej. Jej dowódcą przez cały czas był Willy Langkeit, wprawiony w boju pod Stalingradem jako dowódca 36 pułku pancernego.

## Skład
- Pułk Pancerny "Kurmark"
- Pułk Grenadierów Pancernych "Kurmark"
- Pułk Artylerii Pancernej "Kurmark"
- Pancerny Batalion Rozpoznawczy "Kurmark"
- Pancerny Batalion Pionierów "Kurmark"
- Pancerny Batalion Łączności "Kurmark"
- pancerny oddział zaopatrzeniowy